# Sebastiano Esposito
Sebastiano Esposito (Castellammare di Stabia, 2002. július 2. –) olasz korosztályos válogatott labdarúgó, a Bari csatárja kölcsönben az Internazionale csapatától.

## Pályafutása

### Klubcsapatokban
Esposito az olaszországi Castellammare di Stabiaban született. Az ifjúsági pályafutását a Brescia Calcio csapatában kezdte, majd 2014-ben az Internazionale akadémiájánál folytatta.
2019-ben mutatkozott be az Internazionale első osztályban szereplő felnőtt csapatában. Először a 2019. március 14-ei, Eintracht Frankfurt elleni Európa-liga mérkőzés 73. percében Borja Valero cseréjeként lépett pályára. A ligában először az október 26-ai, Parma elleni hazai mérkőzésen debütált. Első gólját december 21-én, a Genoa ellen hazai pályán 4–0-ra megnyert találkozón szerezte. A 2020–21-es szezonban kölcsönben szerepelt a másodosztályú SPAL és a Venezia csapatánál. 2021. július 13-án egyéves kölcsönszerződést kötött a svájci Basel együttesével. Július 25-én, a Grasshoppers ellen 2–0-ra megnyert mérkőzésen debütált és egyben megszerezte első gólját is a klub színeiben. A 2022–23-as idényben a belga Anderlecht csapatát erősíti. Először a 2022. július 24-ei, KV Oostende ellen hazai pályán 2–0-ra megnyert bajnokin lépett pályára. Első gólját 2022. szeptember 11-én, a Westerlo ellen idegenben 2–1-re elvesztett találkozón szerezte meg. 2023. január 31-én az olasz Bari csapatához került félévre kölcsönbe.

### A válogatottban
Esposito az U16-ostól az U21-esig szinte korosztályos válogatottban képviselte Olaszországot.
2020-ban debütált a U21-es válogatottban. Először 2020. szeptember 3-án, Szlovénia ellen 2–1-re megnyert barátságos mérkőzésen lépett pályára.

## Statisztika
2022. szeptember 18. szerint.
| Klub                    | Szezon   | Bajnokság          | Bajnokság | Bajnokság | Kupa  | Kupa  | Nemzetközi | Nemzetközi | Összesen | Összesen |
| Klub                    | Szezon   | Bajnokság          | Mérk.     | Gólok     | Mérk. | Gólok | Mérk.      | Gólok      | Mérk.    | Gólok    |
| ----------------------- | -------- | ------------------ | --------- | --------- | ----- | ----- | ---------- | ---------- | -------- | -------- |
| Internazionale          | 2018–19  | Serie A            | 0         | 0         | 0     | 0     | 1          | 0          | 1        | 0        |
| Internazionale          | 2019–20  | Serie A            | 7         | 1         | 2     | 0     | 5          | 0          | 14       | 1        |
| Internazionale          | Összesen | Összesen           | 7         | 1         | 2     | 0     | 6          | 0          | 15       | 1        |
| SPAL (kölcsönben)       | 2020–21  | Serie B            | 10        | 1         | 3     | 0     | 0          | 0          | 13       | 1        |
| Venezia (kölcsönben)    | 2020–21  | Serie B            | 19        | 2         | 0     | 0     | 0          | 0          | 19       | 2        |
| Basel (kölcsönben)      | 2021–22  | Swiss Super League | 23        | 6         | 0     | 0     | 10         | 1          | 33       | 3        |
| Anderlecht (kölcsönben) | 2022–23  | Jupiler League     | 9         | 1         | 0     | 0     | 5          | 0          | 14       | 1        |
| Összesen                | Összesen | Összesen           | 68        | 11        | 5     | 0     | 21         | 1          | 94       | 12       |

## Sikerei, díjai
Olasz U17-es válogatott
- U17-es labdarúgó-Európa-bajnokság
  - Ezüstérmes (1): 2019